# سنودونيا

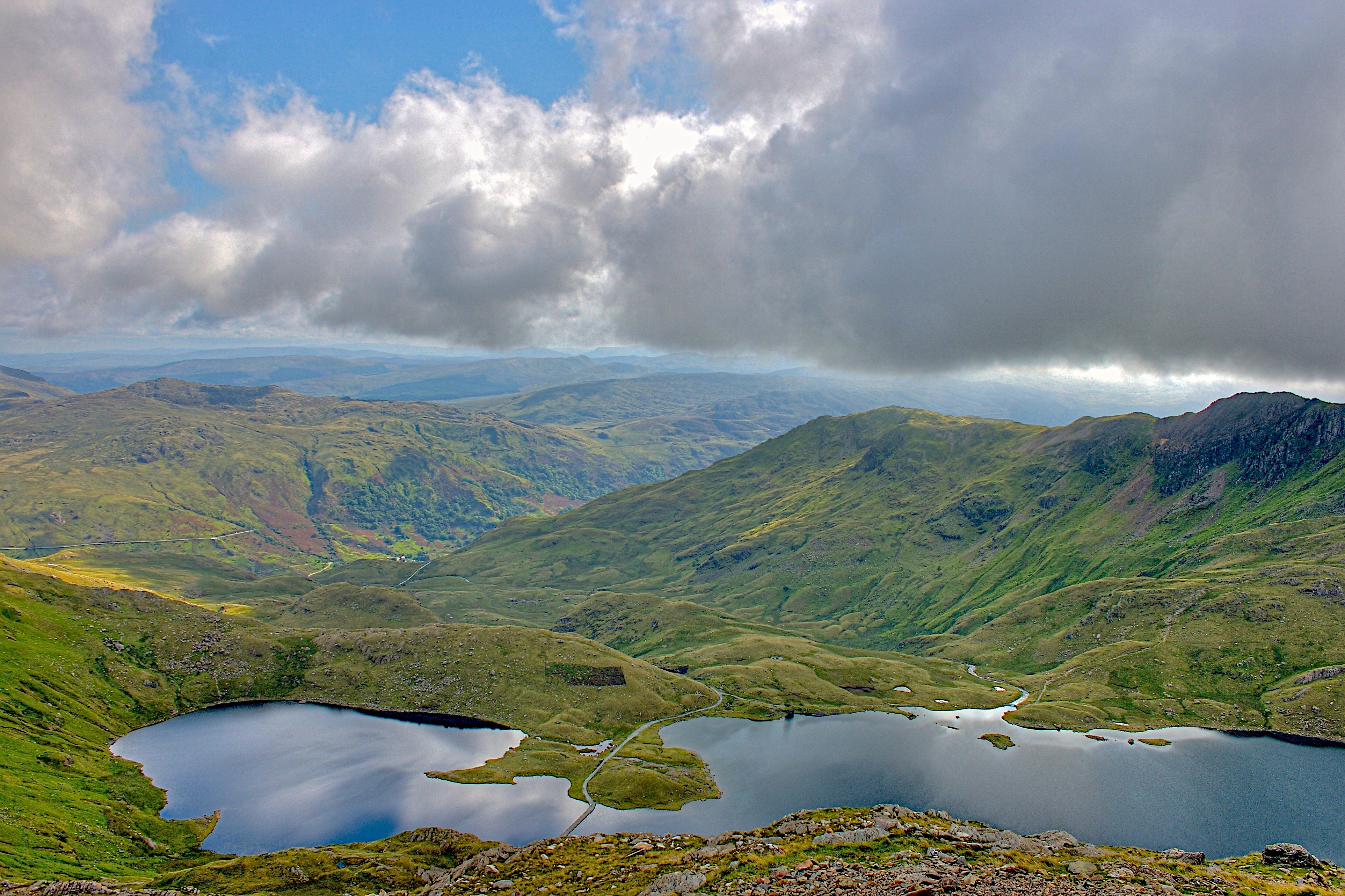
متنزه سنودونيا

سنودونيا (بالإنجليزية: Snowdonia، بالويلزية: Eryri)‏ هي منطقة جبلية في شمال ويلز وهي حديقة وطنية تبلغ مساحتها 823 ميلاً مربعاً (2,130 كم2). وقد كانت من أوائل المنتزهات الوطنية الثلاث التي أنشأت في ويلز وذلك في عام 1951.